# جاندار هوازی

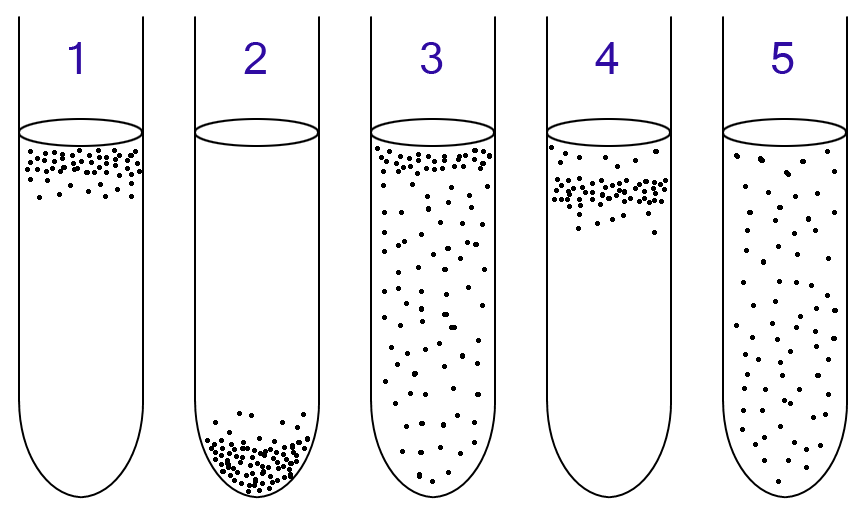
انواع باکتری‌های هوازی و غیرهوازی را می‌توان با قرار دادنشان در محیط کشت مایع تایوگلیکولات شناسایی نمود، که حاصل آن در شکل بالا مشخص شده است:
1. هوازی اجباری (Obligate aerobes): آن دسته که تنها در حضور اکسیژن توانایی زندگی دارند.
2. بی‌هوازی اجباری (Obligate anaerobes): آن دسته که در حضور اکسیژن توانایی زندگی ندارند.
3. بی‌هوازی اختیاری (Facultative anaerobes): آن دسته‌ای که توانایی استفاده از الکترون موجود در اکسیژن را هم دارند و در واقع قابل تغییر دادن متابولیسم خود به هوازی در محیط‌های حاوی اکسیژن‌اند.
4. خرد هوازی (Microaerophiles): آن دسته که به اکسیژن نیاز دارند، اما غلظت عادی اکسیژن موجود در اتمسفر زمین برای آن‌ها بیش از اندازه و مرگبار است.
5. تحمل‌کنندهٔ هوا (Aerotolerant organisms): آن بی‌هوازی‌هایی که در حضور اکسیژن هم می‌توانند به فعالیت خود ادامه دهند ولی قادر به استفاده از الکترون اکسیژن نیستند.

جاندار هوازی (به انگلیسی: Aerobic organism) جانداری است که می‌تواند در محیط حاوی اکسیژن رشد و نمو نماید. برخی جانداران هوازی از روش تنفس هوازی به منظور تولید انرژی با استفاده از اکسیژن بهره می‌برند. یکی از نمونه‌های بارز از جانداران هوازی مخمر است که در حضور اکسیژن بیشترین میزان رشد را از خود نشان می‌دهد، اما در اصل برای رشد به اکسیژن نیازی ندارد و از تنفس بی‌هوازی بهره می‌برد.

## تنفس هوازی
تنفس هوازی برای تولید آدنوزین تری‌فسفات به اکسیژن نیاز دارد، گرچه کربوهیدرات، چربی‌ها و پروتئین‌ها نیز می‌توانند به‌عنوان واکنش‌دهنده‌ها به هنگام شکستن پیروویک اسید در واکنش قندکافت تولید شوند. در طول واکنش قندکافت و به هنگام چرخهٔ اسید سیتریک پیروویک اسید به میتوکندری وارد می‌شود و طی واکنش‌های چرخهٔ اسید سیتریک به‌طور کامل اکسیده می‌شود. محصولات تنفس هوازی شامل آب و کربن دی‌اکسید می‌شود، اما انرژی (الکترون) که تولید می‌شود توسط واکنش فسفرگیری و به‌وسیلهٔ حامل‌های انرژی چون نیکوتین‌آمید آدنین دی‌نوکلئوتید و اف‌ای‌دی که در زنجیرهٔ انتقال الکترون در جریانند برای شکستن آدنوزین دی‌فسفات و تبدیل آن به آدنوزین تری‌فسفات مورد استفاده قرار می‌گیرد.
واکنش ساده‌شده:
|                                    | گرما + C۶H۱۲O۶ (s) + 6 O۲ (g) → ۶ CO۲ (g) + 6 H۲O |
| ΔG = -۲۸۸۰ kJ در یک مول از C۶H۱۲O۶ |                                                   |

انرژی آزاد گیبس (ΔG) منفی به این معنا است که این فرایند، فرایند خودبخودی است.
به‌طور کلی واکنش تنفس هوازی تا ۱۵ برابر کارآمدتر از واکنش تنفس بی‌هوازی در یاخته است زیرا واکنش هوازی به ازای هر مولکول گلوکز ۲۹ تا ۳۰ مولکول آدنوزین تری‌فسفات تولید می‌نماید، در حالی که واکنش تنفس بی‌هوازی تنها ۲ مولکول آدنوزین تری‌فسفات تولید می‌نماید. گرچه جاندارانی چون متانوژن‌ها، آرکی‌باکتری‌هایی هستند که در شرایط بی‌هوازی، متان را توسط تنفس بی‌هوازی به‌عنوان محصول حتمی متابولیسم تولید می‌کنند و در مقایسه با انسان‌ها تعداد مولکول آدنوزین تری‌فسفات بیشتری را طی واکنش تنفس بی‌هوازی تولید می‌کنند.

## دسته‌بندی
دو دستهٔ اصلی از هوازی‌ها وجود دارد:
- هوازی اجباری (Obligate anaerobes): آن دسته که تنها در حضور اکسیژن توانایی زندگی دارند.
- بی‌هوازی اختیاری (Facultative anaerobes): آن دسته‌ای که توانایی استفاده از الکترون موجود در اکسیژن را هم دارند و در واقع قابل تغییر دادن متابولیسم خود به هوازی در محیط‌های حاوی اکسیژن‌اند.
- خرد هوازی (Microaerophiles): آن دسته که به اکسیژن نیاز دارند، اما غلظت عادی اکسیژن موجود در جو برای آن‌ها بیش از اندازه و مرگبار است.
- تحمل‌کنندهٔ هوا (Aerotolerant organisms): آن بی‌هوازی‌هایی که در حضور اکسیژن هم می‌توانند به فعالیت خود ادامه دهند ولی قادر به استفاده از الکترون اکسیژن نیستند.